# Siloca
Siloca is een geslacht van spinnen uit de familie springspinnen (Salticidae).

## Soorten
De volgende soorten zijn bij het geslacht ingedeeld:
- Siloca bulbosa Tullgren, 1905
- Siloca campestrata Simon, 1902
- Siloca cubana Bryant, 1940
- Siloca electa Bryant, 1943
- Siloca minuta Bryant, 1940
- Siloca monae Petrunkevitch, 1930
- Siloca sanguiniceps Simon, 1902
- Siloca septentrionalis Caporiacco, 1954
- Siloca viaria (Peckham & Peckham, 1901)